# Рајаковића кућа
Рајаковића кућа се налази у центру Перућца, недалеко од Рибњака, подигнута је између два светска рата, на територији НП Тара, на територији општине Бајина Башта.
Кућа је једна од малобројних сачуваних грађевина које су припадале трговачкој породици Рајаковић. Готово сви чланови те породице су страдали после 1945. године, а ову кућу је конфисковао Милоје Рајаковић, министар и службеник Владе Краљевине Југославије. Кућа је подигнута као мала грађевина, са четвороводним кровом и покривена бибер црепом, са пространим тремом на улазној страни. У новије време је адаптирана и извршене су значајне промене на њој. Данас припада перућачком Рибњаку.